# Julio Rivera
Julio Rivera Gonzales (Lima, 12 de abril de 1967), conocido como el «Coyote» Rivera, es un exfutbolista peruano, que jugaba en la posición de mediocampista. Perteneció al club Melgar de Arequipa, Sporting Cristal y Universitario de Deportes.

## Biografía
Julio César Rivera Gonzales nació en Lima en el año 1967. También siguió la carrera militar. Padre de 10 hijos: Julio André (1990); Jandir (1993); Julio César (1997), Anghello (1998) y Stephano (2002);  Piero Rivera Rivas (2005); Alessandro (2001); Giorgia Rivera (2003), e Ivana Rivera (2005).
Estudio en la gran unidad escolar José María Eguren de Barranco.
Julio Rivera Gonzales es medio hermano de Paolo Guerrero Gonzales.

## Trayectoria
Se inició en la división de menores y juveniles del Alianza Lima de 1973 hasta 1983, luego ingreso a la Escuela Técnica del Ejército hasta el año 1988 y luego pasó al Club Los Ángeles de Moquegua (1989-1991), para después llegar en el año de 1992 a Arequipa para incorporarse al FBC Melgar.
Por su destacada actuación en el equipo rojinegro, es contratado por Sporting Cristal en 1993 logrando el tricampeonato de los años 1994, 1995 y 1996, así como el subcampeonato de la Copa Libertadores 1997 y el subcampeonato peruano de 1998. Su gol más importante lo hizo ante Racing Club en la semifinal copera en Lima un miércoles 30 de julio donde anota el segundo gol rimense en la victoria 4-1 al cuadro argentino.
Luego jugó en Universitario de Deportes de 1999 hasta 2001 obteniendo dos títulos. Luego jugó nuevamente por FBC Melgar, de Arequipa, donde se despide de la primera división en el año 2003. En 2011 juega en el Hijos de Acosvinchos de la segunda división.
Participa en torneos máster junto con Percy Olivares, Alessandro Morán, Miguel Miranda, jugando en el Profesional Máster de San Miguel. También juega showbol, por iniciativa del «Puma» Carranza, quien, junto con Roberto Martínez, el «Pato» Cabanillas, Julio César Uribe y otros, piensa difundir el showbol en el Perú.

## Política
Rivera fue candidato al Congreso con Unión por el Perú en las elecciones generales de Perú de 2021.

## Palmarés
| Título           | Club                      | País | Año  |
| ---------------- | ------------------------- | ---- | ---- |
| Torneo Apertura  | Sporting Cristal          | Perú | 1994 |
| Campeón nacional | Sporting Cristal          | Perú | 1994 |
| Campeón nacional | Sporting Cristal          | Perú | 1995 |
| Campeón nacional | Sporting Cristal          | Perú | 1996 |
| Campeón nacional | Universitario de Deportes | Perú | 1999 |
| Campeón nacional | Universitario de Deportes | Perú | 2000 |